# Maikel van Hetten
Maikel van Hetten is een Surinaams-Nederlands zanger, acteur, regisseur, toneelschrijver en dichter. Zijn acteerwerk varieert van toneelstukken en musicals tot documentaires en films.

## Biografie
Van Hetten werd in Suriname geboren en werkt sinds minimaal 1994 in Nederland. Samen met John Oldenstam en Gerold Limon nam hij deel aan de Soundmixshow van Henny Huisman met het nummer If you walk away van de Goodfellaz.
Hij was een van de acteurs in de korte film Tom Adelaar (2018) van Gonzalo Fernandez die voor twee Gouden Kalveren werd genomineerd. Van Hetten heeft voor toneel geschreven en is verder dichter en songwriter. Tijdens het Nationaal Sranantongo Dictee in Amsterdam van 2016 droeg hij een gedicht voor in het Sranan.
In 2009 was hij regisseur en acteur tijdens een tori neti, een symposium waarin verhalen uit historische romans en over de slavernijgeschiedenis werden verteld en gelezen in de Muiderkerk in Amsterdam. In 2013 en 2014 regisseerde hij het literaire toneelstuk Jouw mooie kapitein. Hij acteerde ook in het stuk en gaf de voorstelling in Nederland en Suriname. In 2017 was hij de regisseur van de muziektheatervoorstelling 1862 over het jaar voorafgaand aan de afschaffing van de slavernij. Ook hierin nam hij een acteursrol.

## Werk (selectie)
Als acteur
- 2000: De blauwe engel, toneelstuk
- 2011: Ons kent ons, cabaretmusical
- 2013: Ton beau capitaine, toneelstuk
- 2013: Welkom bij de Kamara's, realityacts voor televisie
- 2015: De vrek van Molière, toneelstuk
- 2017: Over Roemer (Astrid H), documentaire
- 2018: Tom Adelaar, korte film

Als regisseur en acteur
- 2009: tori neti-symposium in de Muiderkerk, Amsterdam
- 2013-2014: Jouw mooie kapitein, toneelstuk
- 2017: 1862, muziektheatervoorstelling